# Epitheronia baltazarae
Epitheronia baltazarae är en stekelart som först beskrevs av Gupta 1962.  Epitheronia baltazarae ingår i släktet Epitheronia och familjen brokparasitsteklar. Inga underarter finns listade i Catalogue of Life.